# Gaelic Football
Gaelic Football (irisch: peil Ghaelach, kurz peil oder caid) ist eine Mannschaftssportart, die Elemente von Rugby und des Fußballs aufweist.

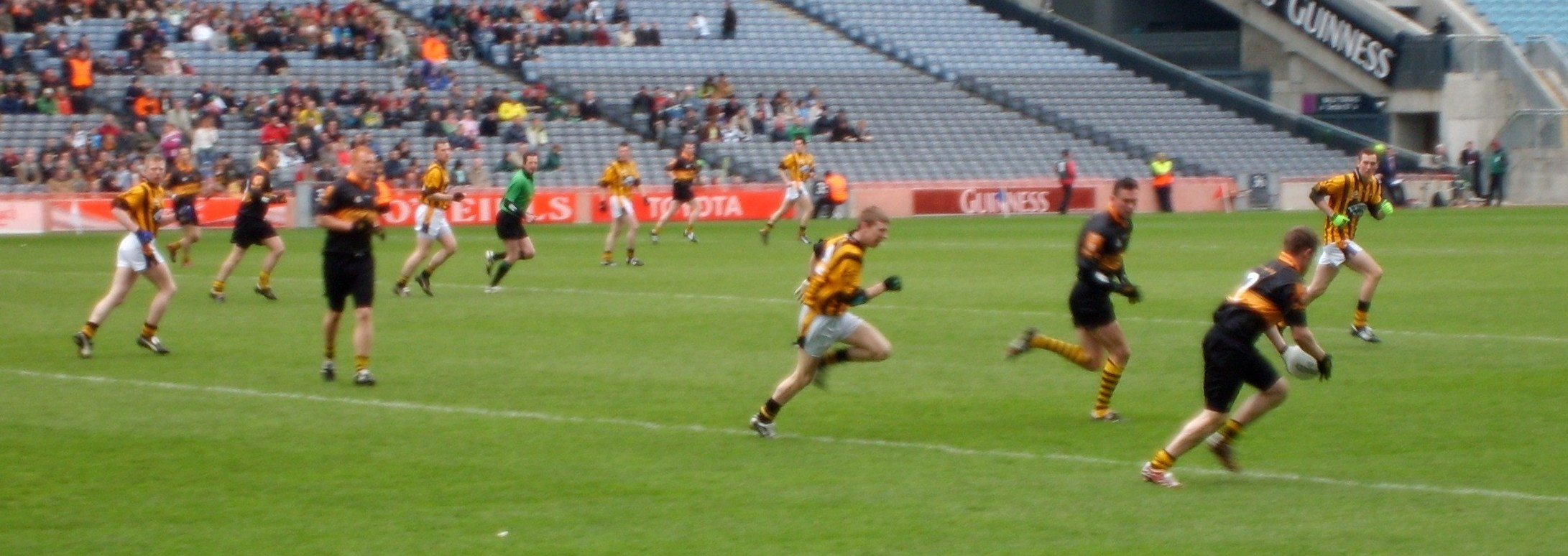
Gaelic Football im Croke Park Stadium

Der Sport ähnelt anderen keltischen Spielen und Australian Football. Er wird hauptsächlich in Irland ausgeübt, wo er neben Hurling eine der populärsten einheimischen Sportarten ist. Die Organisation des Sports obliegt der Gaelic Athletic Association (GAA).
Als ein Kompromiss zwischen den irischen und den australischen Regeln wurde die Spielform des International Rules Football eingeführt, um Länderspiele zu ermöglichen.

## Regeln

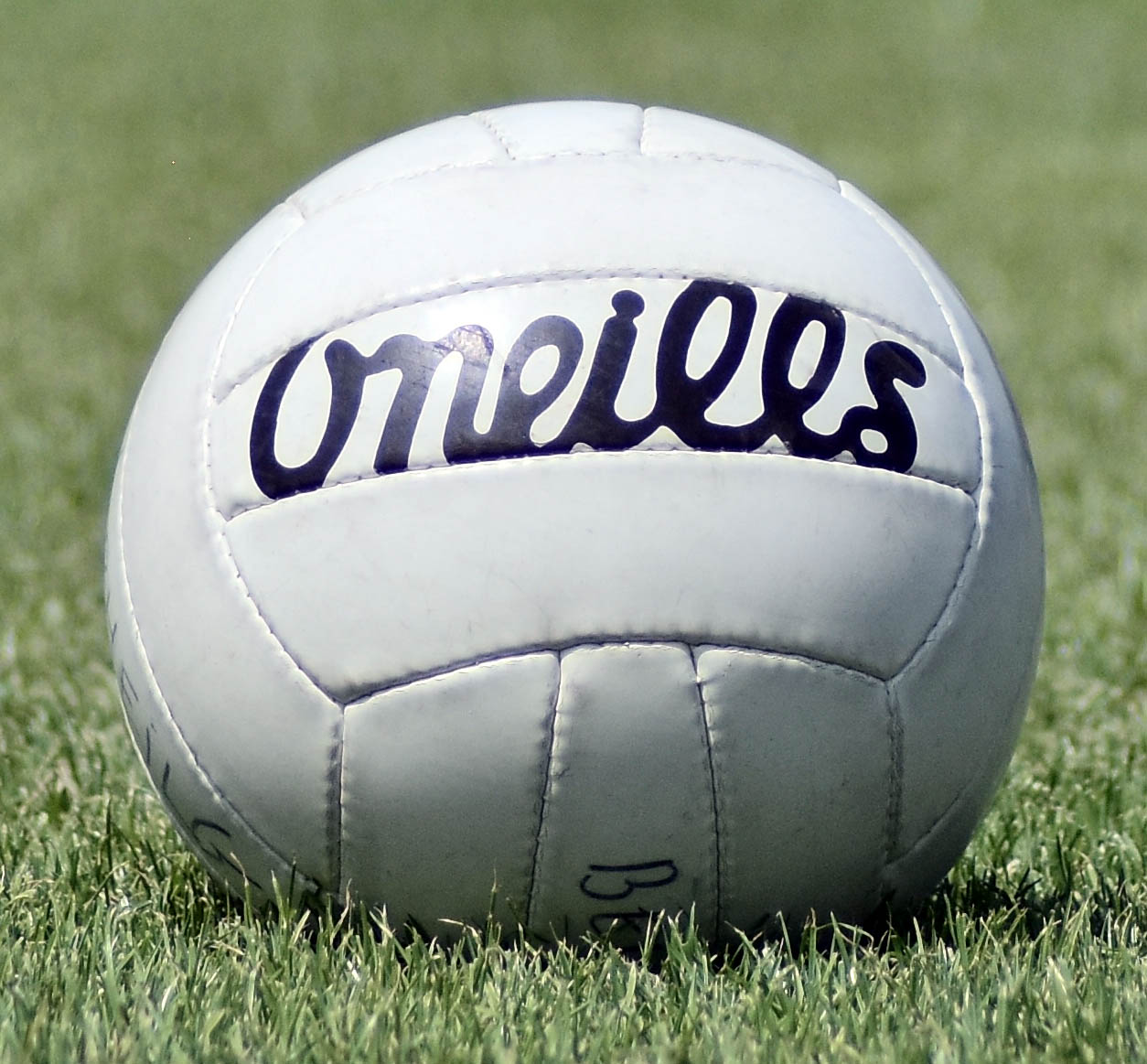
Ball

### Spielball
Der Ball hat einen Umfang von 58 bis 71 cm bzw. einen Durchmesser von ca. 22 cm, ist zwischen 450 und 485 Gramm schwer und besteht aus Leder.

### Spielfeld

Spielfeld

Gewöhnlich wird auf Rasen gespielt. Das Spielfeld hat eine Länge von 130 bis 145 Metern und ist 80–90 Meter breit. In der Mitte der beiden Grundlinien des Spielfeldes befinden sich die sogenannten Scoring Spaces. Sie werden von jeweils 2 Torpfosten begrenzt. Der Abstand zwischen den Torpfosten beträgt 6,50 Meter. Die Höhe der Torpfosten beträgt mindestens 7 Meter. In 2,50 Meter Höhe verläuft eine Querstange zwischen den Torpfosten. Der darunter befindliche Teil wird Tor genannt. An der Querstange und am Torpfosten sind die Tornetze befestigt. Vor den Scoring Spaces befinden sich 2 Rechtecke. Das kleinere ist 14 Meter breit und 4,50 Meter lang (Torraum). Das größere ist 19 Meter breit und 13 Meter lang (Strafraum). Außerdem gibt es eine 20-Meter-Linie sowie eine 45-Meter-Linie.

### Teams und Spielzeit

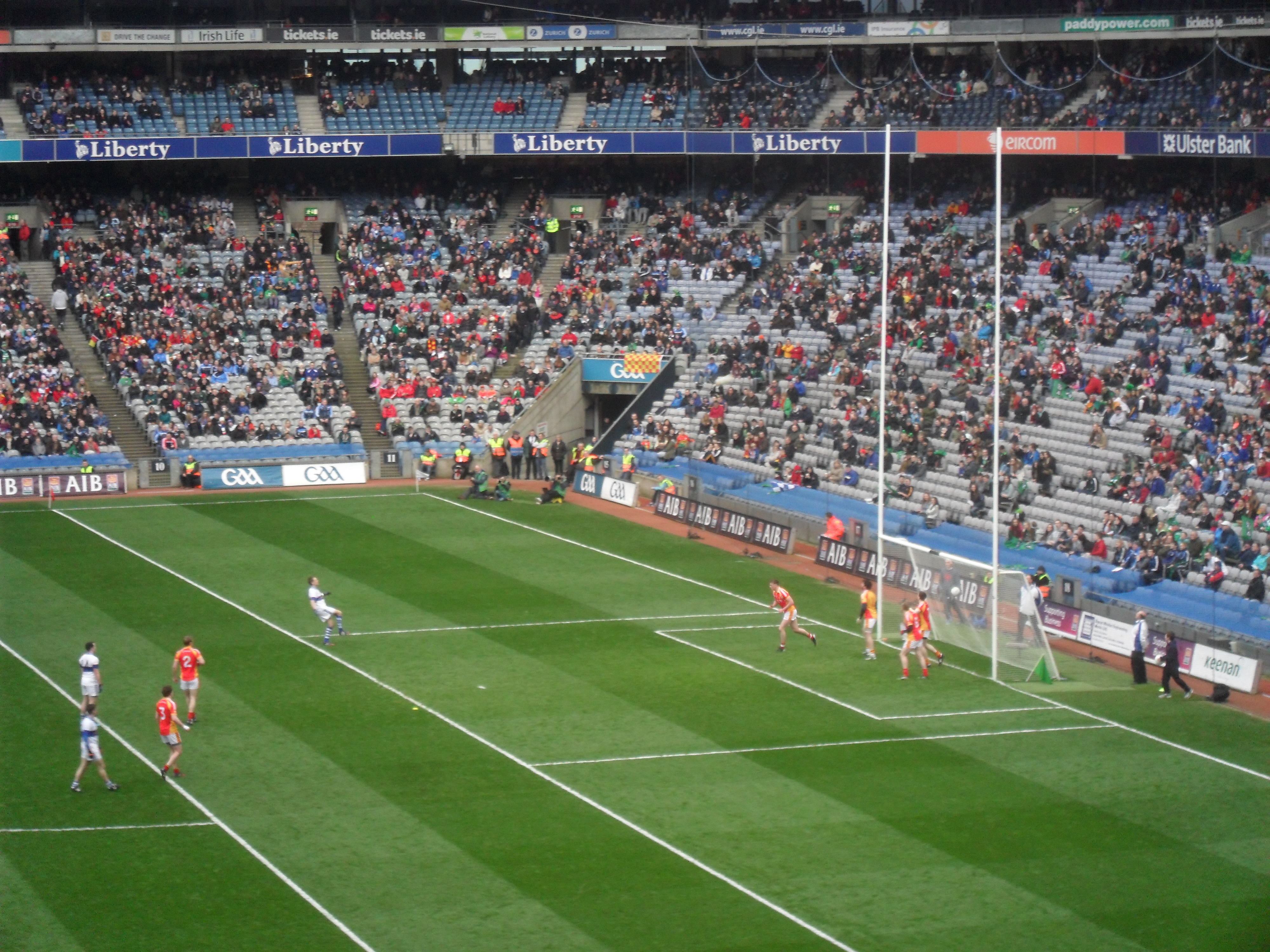
Tor mit H-Pfosten

Jede Mannschaft besteht aus 15 Spielern: einem Torwart, drei Full-Backs, drei Half-Backs, zwei Midfielder, drei Half-Forwards und drei Full-Forwards. Während des Spiels sind maximal 6 Auswechslungen erlaubt. Falls es zu einer Verlängerung kommt, sind 3 weitere Auswechslungen erlaubt. In Spielen der National League oder anderen sogenannten Inter-County-Meisterschaftsspielen beträgt die Spielzeit 2 × 35 Minuten. Sonst wird in der Regel 2 × 30 Minuten gespielt. Die Pause beträgt 5 bzw. 10 Minuten. Falls Verlängerung gespielt wird, beträgt die zusätzliche Spielzeit 2 × 10 Minuten.

### Spiel

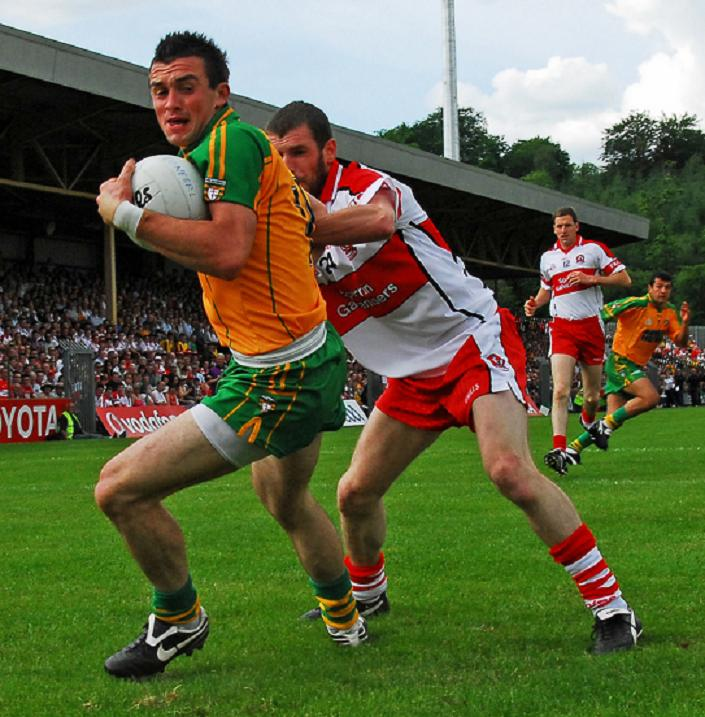
Tackling

Das Spiel wird durch einen Einwurf des Schiedsrichters an der Mittellinie gestartet. Dabei müssen sich, bis auf 2 Spieler jeder Mannschaft, alle Spieler hinter den 45-Meter-Linien befinden.
Auch wenn das Spiel Football heißt, darf der Ball mit jedem Körperteil gespielt werden. Allerdings ist es mit Ausnahme des Torwarts in seinem eigenen Torraum nicht erlaubt, den Ball mit der Hand vom Boden aufzuheben. Ein Spieler darf mit dem Ball in der Hand maximal vier Schritte machen. Das Ballhalten ist nur für vier Sekunden erlaubt (Wortlaut in der Regel: Die Zeit, die man braucht um vier Schritte zu machen).
Eine beliebte Art, den Ball zu führen, ist das sogenannte Toe-Tapping. Dabei wird der Ball im Laufen, nach maximal vier Schritten, vom Fuß wieder in die Hand gespielt. Außerdem darf der Ball auch auf den Boden geprallt werden, wie beim Handball oder Basketball. Ein Spieler in Ballbesitz darf einmal den Ball zwischen den Händen wechseln. Beim Wechseln müssen beide Hände gleichzeitig den Ball berühren, d. h., er darf nicht in die andere Hand geworfen werden. Nach jedem Prallen bzw. Toe-Tapping ist ein erneutes Wechseln der Hände gestattet.
Weitergegeben werden darf der Ball mit allen Körperteilen. Beim sogenannten Handpass muss der Ball mit der Faust oder der offenen Hand geschlagen werden. Dabei muss eine Schlagbewegung deutlich erkennbar sein. Den Ball zu werfen ist in keinem Fall erlaubt.

### Strafen
Nach einem Foul wird das Spiel mit einem Freistoß, Free-Kick genannt, fortgesetzt. Der Freistoß wird am Ort des Fouls ausgeführt. Wird ein Foul im Strafraum begangen, gibt es einen Penalty-Kick vom Mittelpunkt der 13-Meter-Linie aus. Dabei darf nur der Torhüter der anderen Mannschaft auf der Torlinie stehen. Alle anderen Spieler stehen hinter der 20-Meter-Linie. Mit Ausnahme von Freistößen von der gegnerischen 13-Meter-Linie und des Penalty-Kick, dürfen alle Freistöße auch aus der Hand ausgeführt werden.
Das Spiel wird mit einem sogenannten Kick-out fortgesetzt, wenn eine Mannschaft ein Tor oder Punkt erzielt hat (von der 20-Meter-Linie) oder wenn die angreifende Mannschaft den Ball ins Toraus spielt (aus dem jeweiligen Torraum). Dabei muss der Ball am Boden liegen. Wird der Ball von der verteidigenden Mannschaft ins Toraus gespielt, erhält die angreifende Mannschaft einen Free-Kick (vom Boden) von der 45-Meter-Linie. Spielt eine Mannschaft den Ball ins Seitenaus, erhält das andere Team einen Free-Kick aus der Hand von der Seitenauslinie an der Stelle, an der der Ball das Feld verlassen hat.
Im Gaelic Football kann ein Spieler auch mittels Karten persönlich bestraft werden. Dabei werden Gelbe, Rote und die Schwarze Karte verwendet.
Die Gelbe Karte ist eine Verwarnung für den betreffenden Spieler. Sie wird für leichte Vergehen verwendet. Ein Spieler wird mittels Gelber Karte verwarnt, wenn er:
- den Ball mit dem Schuh blockiert oder er es versucht, nachdem der Gegenspieler den Ball aus der Hand freigibt,
- einen Gegenspieler behindert, den am Boden liegenden Ball mittels Arm, Hand, Fuß oder Bein zu heben oder zu treten,
- besondere Härte (ruppige Spielweise) einsetzt oder
- eine Verletzung oder Foulspiel vortäuscht (Schwalbe), um einen Vorteil zu erzielen.

Ein Spieler kann nur eine Gelbe Karte erhalten. Eine weitere Gelbe oder Schwarze Karte führt zum Feldverweis mittels Roter Karte.
Seit 2014 gibt es die Schwarze Karte. Dabei handelt es sich um ein schwarzes Kartenmäppchen oder Notizbuch (bekannt als „Zecke“ oder „Schwarzes Buch“), welches vom Schiedsrichter sowohl für Notizen als auch als Karte verwendet wird. Sie wird bei Vergehen angewendet, für die eine Gelbe Karte nicht mehr ausreicht, eine direkte Rote Karte aber noch nicht gerechtfertigt ist. Ein Spieler erhält die Schwarze Karte, wenn er:
- einen Gegenspieler absichtlich festhält, schubst oder zu Boden zieht,
- einen Gegenspieler bewusst durch Hand, Arm, Knie oder Fuß zu Fall bringt oder es versucht,
- einen Gegenspieler anspringt oder absichtlich mit diesen durch Einsatz des Körpers eine Kollision verursacht, nachdem der verursachende Spieler den Ball gespielt oder eine Bewegung zum Spiel getätigt hat,
- einen Mit- oder Gegenspielers durch provokante Wortwahl oder Gestik beleidigt oder sogar bedroht oder
- gegen eine Entscheidung des Schiedsrichters, Umpires oder Linienrichter protestiert.

Bis 2020 bedeutete die Schwarze Karte, genauso wie die Rote Karte, einen Feldverweis für den Spieler. Bei einer direkten Schwarzen Karte durfte er jedoch ersetzt werden, wenn er sie direkt erhalten hat. Seit der Regeländerung Anfang März 2020 bedeutet die Schwarze Karte nun eine Zeitstrafe von 10 Minuten. Die Schwarze Karte wird als „Sin Bin“ bezeichnet, da der Spieler (wie beim Rugby) auf die Strafbank muss. Hat ein Feldspieler die Schwarze Karte gesehen, darf er nicht in dieser Zeit ersetzt werden. Die Mannschaft muss also mit einem Mann weniger spielen. Sieht der Torhüter direkt die Schwarze Karte, muss er ebenfalls auf die Strafbank. Bei ihm hat die Mannschaft nun zwei Möglichkeiten: Entweder geht ein Feldspieler mit identischer Farbe ins Tor oder der Torhüter wird durch einen Wechsel ausgetauscht. Der Tausch wird zu den 5 (wurde von 6 heruntergesetzt) normalen Wechseln angerechnet, welche die Mannschaft im gesamten Spiel zur Verfügung hat. In der Verlängerung werden nochmal 3 Wechsel zur Verfügung gestellt. Hat die Mannschaft ihr Auswechselkontingent (6. Wechsel) erschöpft, kann sie den des Feldes verwiesenen Torhüter nicht ersetzen. Ein Feldspieler muss dann auf jeden Fall die Rolle des Torwartes übernehmen und die Mannschaft mit einem Mann weniger spielen.
Die Zeitstrafe beginnt mit der Fortsetzung des Spiels. Sie wird auch in die Verlängerung übernommen. Bei einem Penaltyschießen darf der Spieler aber wieder teilnehmen. Der Spieler darf nach Ende der Strafzeit erst auf das Spielfeld zurück, wenn die nächste Spielunterbrechung erfolgt ist und der Schiedsrichter dann seine Zustimmung gibt. Betritt der Spieler unerlaubt das Spielfeld, erhält er eine Gelbe Karte. Wenn ein Spieler nach Erhalt der direkten Schwarzen Karte nun eine weitere Gelbe oder Schwarze Karte erhält, sieht er die Rote Karte. Er erhält einen Feldverweis für die restliche Spielzeit und darf nicht ersetzt werden, seine Mannschaft spielt also für die restliche Spielzeit mit einem Mann weniger.
Ein schweres Foul hat die Rote Karte zur Folge. Sie bedeutet für den Spieler den Feldverweis für den Rest des Spiels. Der Spieler darf in diesem Fall nicht ersetzt werden. Ein Spieler erhält die Rote Karte und wird ohne Ersatz des Feldes verwiesen, wenn er:
- einen Mit- oder Gegenspieler mittels Arm, Ellenbogen, Hand, Knie oder Kopf schlägt oder es versucht,
- einen Mit- oder Gegenspieler tritt oder versucht zu treten und es  dabei mit minimalen Aufwand betreibt oder durch den Tritt eine Verletzung auslöst,
- durch sein Verhalten einen Gegenspieler gefährdet,
- einen Gegenspieler anspuckt,
- sich an einem Handgemenge beteiligt,
- gegen einen Spieler nachtritt,
- durch rücksichtslose Spielweise dem Spieler eine Verletzung zufügt oder
- einen Schiedsrichter, Umpire oder Linienrichter durch provokante Worte oder Gestik beleidigt oder bedroht.

Ein Spieler sieht ebenfalls die Rote Karte, wenn er 2× die Gelbe Karte im Spiel erhält (nach 2. Gelber Karte wird ihm die Rote Karte gezeigt, also Gelb-Rote Karte) oder die Schwarze Karte als 2. Karte erhält, nachdem er schon mit der Gelben Karte bestraft wurde. Da hier die Rote Karte nach der Schwarzen Karte gezeigt wird, kann deshalb der Spieler nicht ersetzt werden.
Wird ein Spieler wegen 2. Gelber oder Gelber und Schwarzer Karte mit der Roten Karte des Feldes verwiesen, bedeutet das eine Sperre von zwei Wochen, wenn das Vergehen innerhalb von 48 Wochen nochmal passiert. Mindestens zwei Spiele gibt es für eine direkte Rote Karte.

### Tore und Punkte (Scores)

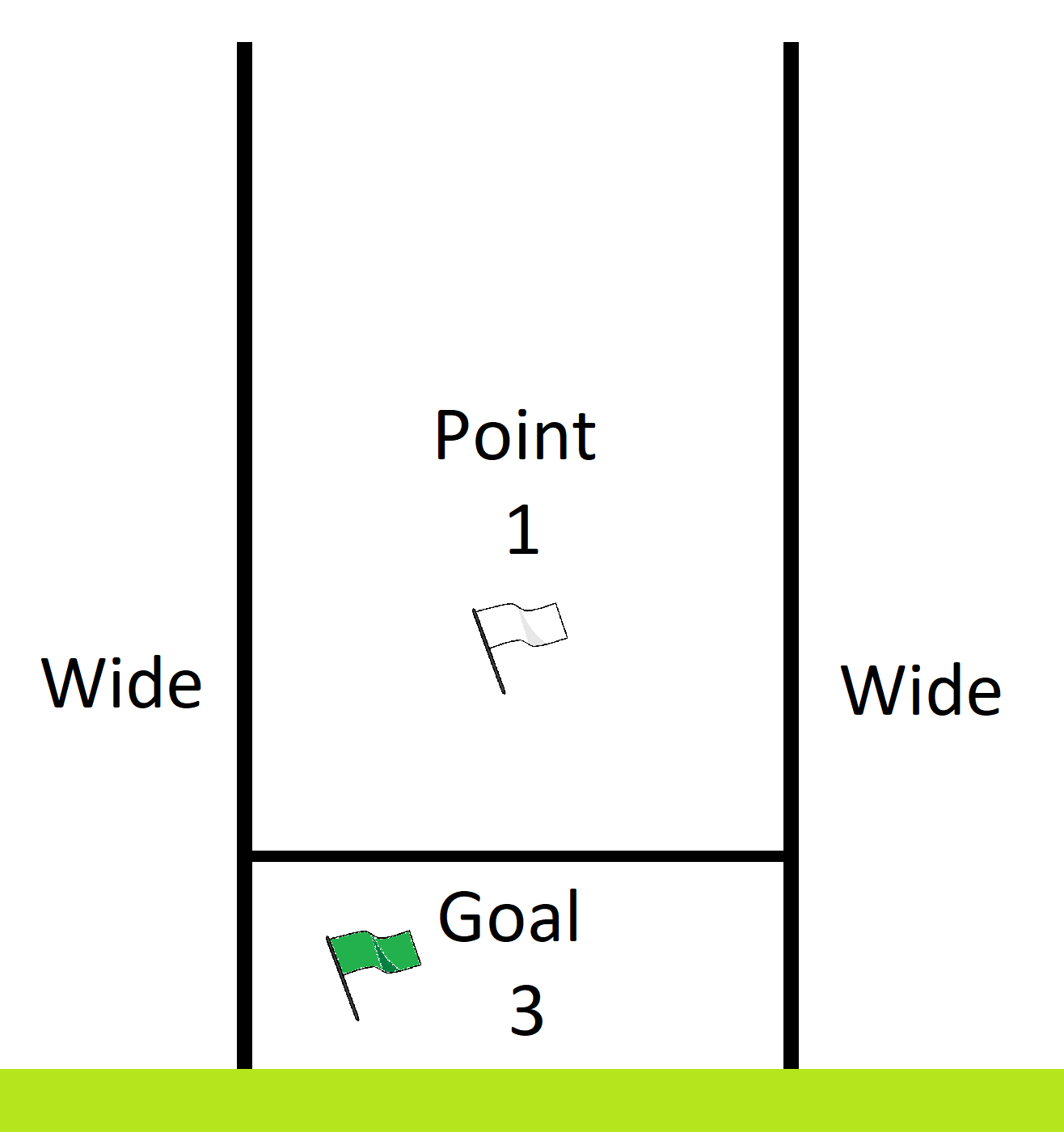
Punkt (Point) und
Tor (Goal)

Ein Tor wird erzielt, indem der Ball über die Torlinie unter der Querstange und zwischen den Torpfosten gespielt wird. Ein Punkt wird erzielt, indem der Ball über die Querstange und zwischen die Torpfosten gespielt wird. Ein Tor zählt 3 Punkte. Tore und Punkte können auch mit der Hand erzielt werden. Dazu muss sich der Ball während des Schlages oder Faustens allerdings in der Luft befinden. Es ist nicht erlaubt, den Ball über die Torlinie zu tragen oder zu werfen. Die Zählweise ist etwas gewöhnungsbedürftig. Es werden Tore und Punkte getrennt angegeben. Wenn man folgenden Endstand liest: Kerry 2-12 Dublin 0-15, so bedeutet dies, Kerry gewinnt mit 18 Punkten (2 Tore à 3 Punkte + 12 Punkte), Dublin hat nur 15 Punkte.

### Schiedsrichter
Die Leitung eines Spiels obliegt einem Referee (irisch: Réiteoir). Er wird von 2 Linienrichtern und 4 sogenannten Umpires unterstützt. Die Umpires fungieren als Torrichter, d. h. auf jeder Seite der beiden Tore steht jeweils ein Umpire. Sie sind an ihren weißen Kitteln einfach zu erkennen. Die letztendliche Entscheidung liegt aber immer beim Referee. Er fällt alle Entscheidungen über Tore, Punkte, Strafen etc. Die gefällten Entscheidungen sind endgültig (sog. Tatsachenentscheidung). Die Aufgabe der Umpires ist es, Tore und Punkte anzuzeigen. Ein Punkt wird durch das Heben einer weißen Flagge und ein Tor durch das Heben einer grünen Flagge angezeigt. Ein 45-Meter-Freistoß wird durch das Heben eines Armes angezeigt. Bei einem Fehlversuch (wide) werden die Arme über dem Kopf gekreuzt. Die Hauptaufgabe der Linienrichter ist es, per Flagge anzuzeigen, wenn und an welcher Stelle der Ball das Spielfeld verlassen hat und welche Mannschaft den Ball wieder ins Spiel bringen darf.

## Geschichte
Die erste Erwähnung eines Spiels namens Football in Irland findet sich in den Statuten von Galway aus dem Jahre 1527. Durch den strengen Sunday Observance Act von 1695 wurde das Spielen am Sonntag verboten. Die Strafe für die Nichtbeachtung des Verbots betrug 1 Shilling, was zur damaligen Zeit ein beträchtlicher Geldbetrag war. Es erwies sich aber als schwierig, wenn nicht sogar unmöglich, dieses Verbot auch durchzusetzen.

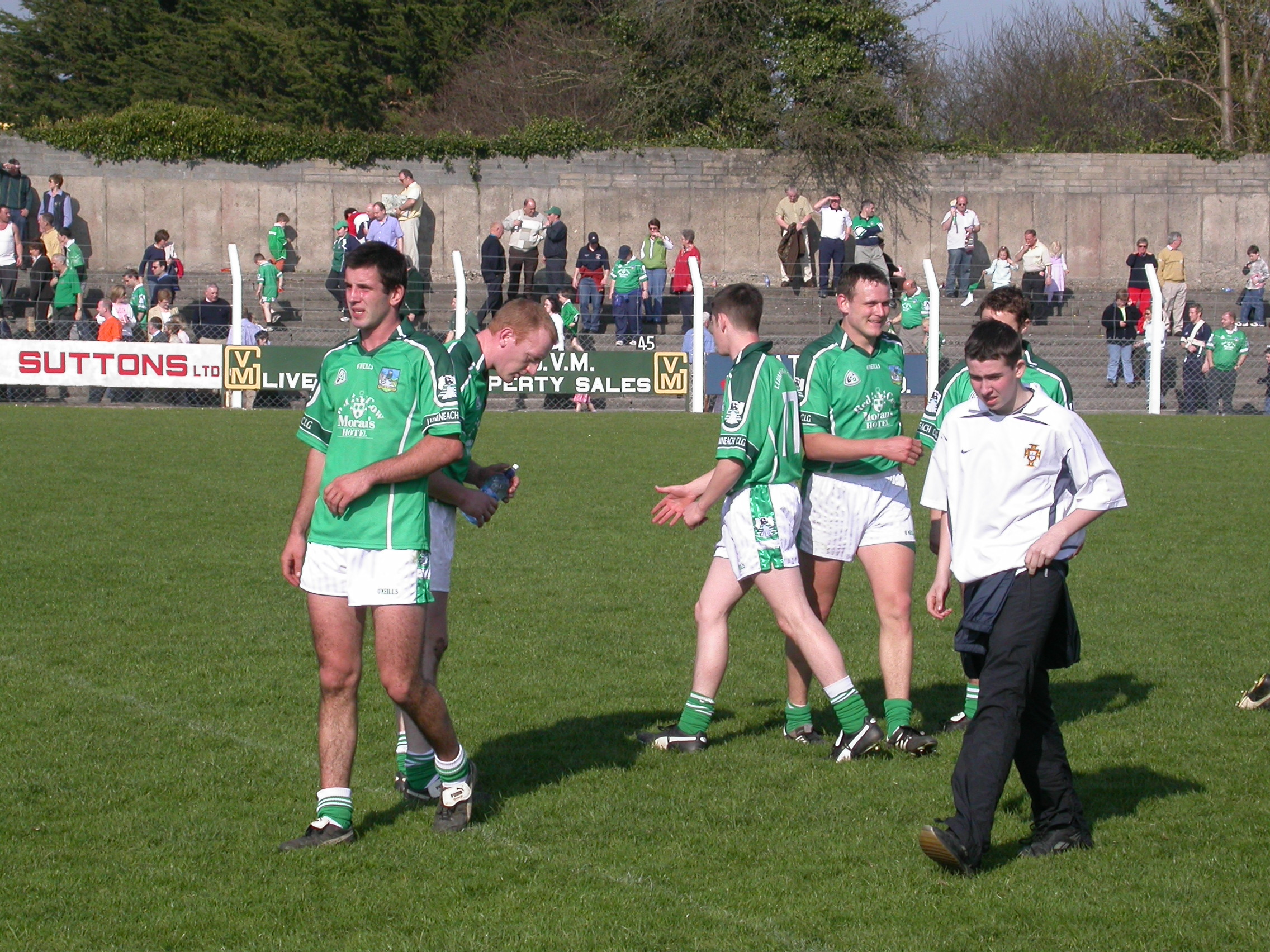
Fußballspieler Limericks am 6. April 2003

Hinweise für Football-Spiele finden sich sowohl für das 17. als auch das 18. Jahrhundert. Insbesondere Gedichte geben eine Ahnung von der rauen Natur des damaligen Spiels. Es ähnelte mehr einer Balgerei, als einem organisierten Spiel. Der Dichter Séamas Dall Mac Cuarta beschreibt 1670 in seinem Gedicht Iomáin na Bóinne ein Spiel in Fennor in der Nähe von Slane. Sehr detailliert schildert der Dichter Matt Concannon der Ältere ein Spiel zwischen Mannschaften aus Lusk und Swords im Jahre 1720. Verschiedene Aspekte wie Fangen, Kicken und Passen des Balls werden genau beschrieben.
In der ersten Hälfte des 19. Jahrhunderts war eine Variante des Footballs namens Caid in Teilen Irlands, insbesondere in Kerry sehr populär. Man unterschied dabei zwischen zwei Spielformen. Das Field Caid wurde auf einem abgegrenzten Spielfeld gespielt. Als Tore dienten die Äste von Bäumen. Beim Cross-country Caid ging es darum, den Ball über die Grenze der gegnerischen Gemeinde zu tragen. Die Spiele wurden in der Regel am Sonntag nach dem Kirchgang ausgetragen und dauerten oft den ganzen Tag.
Während der 1860er und 1870er Jahre wurden Rugby und Assoziationsfußball in Irland immer beliebter. Diese Sportarten waren zu der Zeit schon in recht feste Regeln gefasst. Währenddessen wurde Caid von einem Spiel abgelöst, das im Allgemeinen nur rough-and-tumble-game genannt wurde. Wie es der Name schon ahnen lässt, ging es bei diesem Spiel eher wild und ungezügelt zu. Es gab nur wenige Regeln und es war fast alles erlaubt, um den Gegner zu Fall zu bringen oder ihm den Ball abzunehmen.
Mit der Gründung der Gaelic Athletic Association (GAA) im Jahre 1884 ging die Zeit dieser wilden Footballspiele zu Ende. Die Gründer der GAA, Michael Cusack, und Maurice Davin formulierten die ersten verbindlichen Regeln für Gaelic Football und legten die Basis für das heutige Spiel. Das erste Spiel nach diesen Regeln fand am 15. Februar 1885 in Callan im County Kilkenny statt. Die neuen Regeln und der Dachverband sorgten für eine schnelle Verbreitung des Spiels in ganz Irland.

## Wettbewerbe
Gaelic Football wird als Amateursport betrieben. Es gibt in fast jedem Ort in Irland einen Verein, in dem man das Spiel ausüben kann. Auf unterer Ebene wird in der Regel nur um County-Meisterschaften gespielt. Die Meisterschaften sind nach Spielstärke und Alter organisiert:
- Senior: die stärksten Erwachsenenteams
- Junior: die schwächeren Erwachsenenteams, meist aus kleineren Orten und Dörfern
- Under-21: Spieler unter 21 Jahren
- Minor: Spieler unter 18 Jahren
- Underage: Spieler unter 16 Jahren

Auf nationaler Ebene sind die Teams nach dem alten irischen County-System organisiert. Trotz der Teilung der Insel in die heutige Republik Irland und Nordirland im Jahre 1921, sind in der GAA weiterhin alle Gaelic Football-Teams der ganzen Insel repräsentiert und nehmen auch an den Meisterschaften teil. Die irische Diaspora wird durch Mannschaften aus London und New York City vertreten. Jedes County stellt ein Auswahlteam mit den besten Spielern aus den Vereinen zusammen.
Der bedeutendste Wettbewerb ist die All-Ireland Senior Football Championship. Sie wird seit 1887 im K.-o.-System ausgetragen und von Mai bis September ausgespielt. Zuerst wird auf der Ebene der vier historischen Provinzen Leinster, Munster, Ulster und Connacht gespielt. Früher spielten die Meister der vier Provinzen das Halbfinale und die Sieger der Halbfinals das All-Ireland Final. Im Jahr 2001 wurde dieses System modifiziert. So erhalten auf Provinzebene ausgeschiedene Teams die Möglichkeit, über eine Trostrunde wieder in den Wettbewerb um die Meisterschaft zurückzugelangen. Endet ein Spiel unentschieden, gibt es ein sogenanntes Replay, ein Wiederholungsspiel. Dieses Replay wird dann bis zur Entscheidung gespielt.
Neben der All-Ireland Championship gibt es seit 1927 die National Football League, die immer im Frühjahr ausgetragen wird. Sie steht allerdings eindeutig im Schatten der All-Ireland, obwohl das Interesse von Spielern und Publikum in den letzten Jahren stetig gewachsen ist. Die Liga ist aufgeteilt in vier Divisionen.

## Das All-Ireland Final

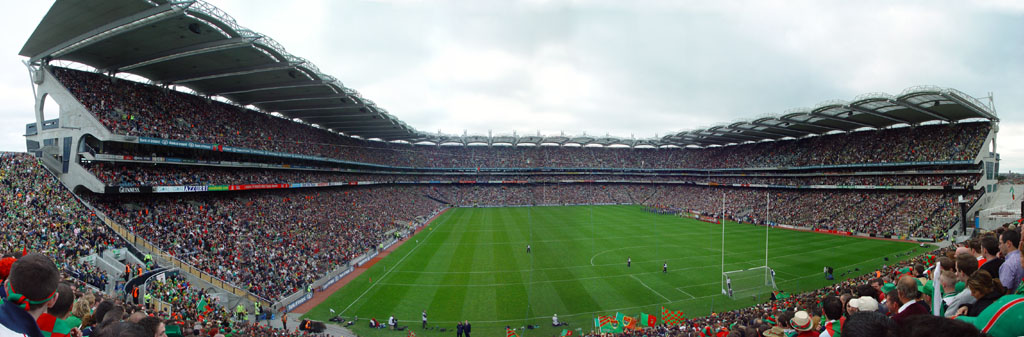
All-Ireland Final im Croke Park im Jahr 2004.

Das Endspiel um die Meisterschaft wird All-Ireland Final genannt. Es findet immer am dritten Sonntag im September im Croke Park in Dublin statt. Bis 1996 fand es am vierten Sonntag des Monats statt, aber dies wurde geändert, um den Terminkalender etwas zu entzerren. Das Finale lockt regelmäßig über 80.000 Zuschauer in das Stadion. Es handelt sich dabei nicht nur um ein sportliches Großereignis. Oft sind auch der Präsident sowie der Taoiseach anwesend.
Es gibt jeweils eine All-Ireland Meisterschaft für senior und minor Teams, wobei die minor Teams aus Spielern unter 18 Jahren bestehen. Der senior Meister bekommt den Sam-Maguire-Pokal überreicht. Der Namensgeber für den Pokal ist ein bekannter Gaelic Football Spieler und GAA-Funktionär. Nach seinem Tod 1927 wurde der Siegerpokal nach ihm benannt. Die erfolgreichsten Countys sind Kerry mit 38 und Dublin mit 24 Titeln (komplette Siegerliste).